# Dryopithecini

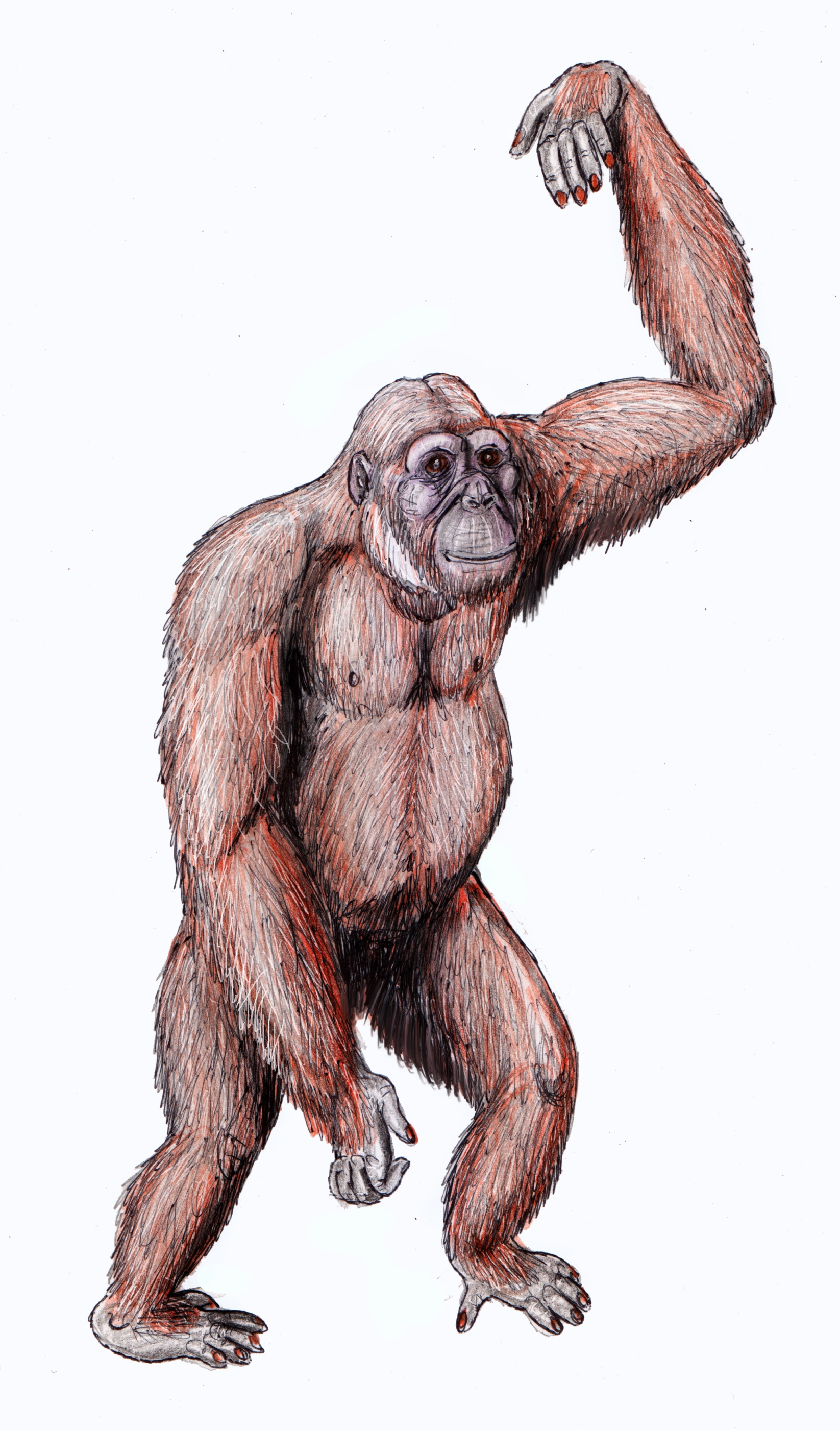
Художня реконструкція Dryopithecus

Dryopithecini — вимерла триба приматів з родини гомінід (Hominidae), що існувала у пізньому міоцені. Відома численними знахідками в Східній Африці, Центральній і Південній Європі та Азії. Це були середніми та великими приматами з масою тіла від 20 до 45 кг.

## Класифікація
- Dryopithecini†
  - Kenyapithecus
    - Kenyapithecus wickeri

  - Danuvius
    - Danuvius guggenmosi

  - Ouranopithecus
    - Ouranopithecus macedoniensis
    - Ouranopithecus turkae

  - Otavipithecus
    - Otavipithecus namibiensis

  - Oreopithecus
    - Oreopithecus bambolii

  - Nakalipithecus
    - Nakalipithecus nakayamai

  - Anoiapithecus
    - Anoiapithecus brevirostris

  - Dryopithecus
    - Dryopithecus wuduensis
    - Dryopithecus fontani

  - Hispanopithecus
    - Hispanopithecus laietanus
    - Hispanopithecus crusafonti

  - Neopithecus
    - Neopithecus brancoi

  - Pierolapithecus
    - Pierolapithecus catalaunicus

  - Rudapithecus
    - Rudapithecus hungaricus

  - Samburupithecus
    - Samburupithecus kiptalami

  - Udabnopithecus
    - Udabnopithecus garedziensis

  - Griphopithecus
    - Griphopithecus alpani
    - Griphopithecus suessi